# Герміппе (супутник)
Герміппе (грец. Ερμίππη) — супутник Юпітера, відомий також під назвою Юпітер XXX. 

## Відкриття
Відкритий 9 грудня 2001 року групою астрономів з Гавайського університету під керівництвом Скотта Шеппарда. Отримав тимчасове значення S/2001 J 3 . У серпні 2003 Міжнародний астрономічний союз присвоїв супутнику офіційну назву Герміппе (так звали кохану Зевса) .

## Орбіта
Супутник проходить повний оберт навколо Юпітера на відстані приблизно 21 131 000 км за 633,9 доби. Орбіта має ексцентриситет 0,210°. Нахил ретроградної орбіти до локальної площини Лапласа 150,7°. Знаходиться у групі Ананке. 

## Фізичні характеристики
Діаметр Герміппе приблизно 4 кілометри. Оціночна густина 2,6 г/см³. Супутник складається переважно з силікатних порід. Дуже темна поверхня має альбедо 0,04. Зоряна величина дорівнює 22,1m..     